# (2586) Matson
(2586) Matson est un astéroïde de la ceinture principale.

## Description
(2586) Matson est un astéroïde de la ceinture principale. Il fut découvert le 11 juin 1980 à l'Observatoire Palomar par Carolyn S. Shoemaker. Il présente une orbite caractérisée par un demi-grand axe de 2,39 UA, une excentricité de 0,09 et une inclinaison de 4,4° par rapport à l'écliptique.

## Compléments